# 阿特·莫尔纳
阿瑟·“阿特”·欧文·莫尔纳（英語：Arthur "Art" Owen Mollner，1912年12月20日—1995年3月16日），纽约州萨拉纳克湖人，美国男子篮球运动员，曾代表美国国家队参加1936年夏季奥运会男子篮球比赛，最终获得金牌。